# Blektjärnen (Rödöns socken, Jämtland)
Blektjärnen är en sjö i Krokoms kommun i Jämtland och ingår i Indalsälvens huvudavrinningsområde.